# Большой приз мэра Сочи
Большой приз мэра Сочи (англ. Grand Prix of Sochi Mayor)— ежегодная многодневная шоссейная велогонка, проходящая в Краснодарском крае. Гонка входит в календарь UCI Europe Tour и имеет вторую категорию. 

## Призёры
| Год  | Победитель      | Второй              | Третий        |
| ---- | --------------- | ------------------- | ------------- |
| 2015 | Сергей Фирсанов | Александр Фолифоров | Артём Овечкин |